# Liste der Kulturgüter von Malta
Das Nationale Inventar der Kulturgüter der maltesischen Inseln (englisch National Inventory of Cultural Property of the Maltese Islands) ist das staatliche Register der geschützten Kulturgüter in Malta nach Artikel 7(5)(a) des Cultural Heritage Acts von 2002. Es umfasst derzeit über 2000 Denkmäler.

## Liste der Kulturgüter

### Legende
- Inv.-Nr. – Die Inventarnummer des National Inventory of Cultural Property of the Maltese Islands, sie verlinkt auf die offizielle Beschreibung des Objekts.
- Foto – Eine Fotografie des Objekts
- Bezeichnung – Name des Objekts. Wenn vorhanden wird der deutsche Name angezeigt, dahinter der englische und der maltesische.
- Standort – Adresse, Gemeinde sowie Koordinaten des Objektes.
- Beschreibung

### Liste
| Inv.-Nr.(?) | Foto | Bezeichnung                                                               | Standort                                                                     | Beschreibung |
| ----------- | ---- | ------------------------------------------------------------------------- | ---------------------------------------------------------------------------- | --- |
| 01          |      | Ġgantija-Tempel(en)(mt)                                                   | Triq l-Imqades, Xagħra 36° 2′ 50″ N, 14° 16′ 8″ O                            | Die Tempel auf der Insel Gozo sind etwa 5800 Jahre alt und gehören zu den ältesten noch erhaltenen, freistehenden Gebäuden der Welt. Sie wurden 1980 von der UNESCO zum Weltkulturerbe erklärt und bilden gemeinsam mit weiteren Tempeln die Welterbestätte Megalithische Tempel von Malta. |
| 02          |      | Ras il-Wardija(en)(mt)                                                    | San Lawrenz 36° 2′ 12″ N, 14° 11′ 12″ O                                      | |
| 03          |      | Zitadelle(en)(mt)                                                         | Victoria (Malta) 36° 2′ 48″ N, 14° 14′ 22″ O                                 | |
| 04          |      | Große Quellen(en)(mt)                                                     | Pjazza l-Għejjun, Fontana (Malta) 36° 2′ 14″ N, 14° 14′ 7″ O                 | |
| 05          |      | Ta’-Kola-Windmühle(en)(mt)                                                | Triq Marija Bambina, Xagħra 36° 2′ 59″ N, 14° 15′ 58″ O                      | |
| 06          |      | Hompesch-Tor(en)(mt)                                                      | Triq il-Mina ta’ Hompesch, Żabbar 35° 52′ 19″ N, 14° 31′ 38″ O               | |
| 07          |      | Kapelle unserer Lieben Frau der armen Seelen(en)(mt)                      | Triq il-Madonna, Żebbuġ 35° 52′ 9″ N, 14° 26′ 24″ O                          | |
| 08          |      | Runder Wasserturm(en)(mt)                                                 | Triq San Gejtanu, Ħamrun 35° 53′ 10″ N, 14° 29′ 9″ O                         | |
| 09          |      | Pfarrkirche Unserer lieben Frau vom Berge Karmel(en)(mt)                  | Triq Hompesch, Fgura 35° 52′ 23″ N, 14° 31′ 15″ O                            | |
| 10          |      | Ħal Ġinwi-Tempel(en)(mt)                                                  | Triq Xrobb l-Għaġin, Żejtun 35° 50′ 51″ N, 14° 32′ 50″ O                     | |
| 11          |      | Tempel von Ta’ Ħaġrat(en)(mt)                                             | Triq Ta’ Ħaġrat/Triq San Pietru, Mġarr 35° 55′ 7″ N, 14° 22′ 7″ O            | |
| 12          |      | Römisches Bad Għajn Tuffieħa(en)(mt)                                      | Mġarr 35° 55′ 37″ N, 14° 21′ 27″ O                                           | |
| 13          |      | Römische Villa „Tal-Bidni“(en)(mt)                                        | Mosta 35° 55′ 35″ N, 14° 24′ 22″ O                                           | |
| 14          |      | Römische Villa „San Pawl Milqi“(en)(mt)                                   | San Pawl il-Baħar 35° 56′ 0″ N, 14° 24′ 42″ O                                | |
| 15          |      | Tempel von Skorba(en)(mt)                                                 | Triq Sant’ Anna, Mġarr 35° 55′ 15″ N, 14° 22′ 40″ O                          | |
| 16          |      | Pfarrkirche St. Joseph(en)(mt)                                            | Misraħ San Ġuzepp/Triq ix-Xatt, Msida 35° 53′ 48″ N, 14° 29′ 24″ O           | |
| 17          |      | Kirche zur unbefleckten Empfängnis(en)(mt)                                | Triq il-Kunċizzjoni, Msida 35° 53′ 48″ N, 14° 29′ 16″ O                      | |
| 18          |      | Waschhaus(en)(mt)                                                         | Triq il-Wied tal-Imsida, Msida 35° 53′ 48″ N, 14° 29′ 10″ O                  | |
| 19          |      | Pfarrkirche Stella Maris(en)(mt)                                          | Triq il-Kbira, Sliema 35° 54′ 43″ N, 14° 30′ 15″ O                           | |
| 20          |      | Pfarrkirche Sacro Cuor(en)(mt)                                            | Triq San Trofimu, Sliema 35° 54′ 39″ N, 14° 30′ 3″ O                         | |
| 21          |      | Ta’ Ġawhar-Turm(en)(mt)                                                   | Triq Ta’ Ġawhar, Safi (Malta) 35° 49′ 58″ N, 14° 29′ 58″ O                   | |
| 22          |      | Fort St Lucian(en)(mt)                                                    | Triq il-Qajjenza, Marsaxlokk 35° 49′ 50″ N, 14° 32′ 36″ O                    | |
| 23          |      | Tas-Silġ(en)(mt)                                                          | Marsaxlokk 35° 50′ 45″ N, 14° 33′ 7″ O                                       | |
| 24          |      | Tempel von Mnajdra(en)(mt)                                                | Qrendi 35° 49′ 36″ N, 14° 26′ 11″ O                                          | |
| 25          |      | Ħaġar Qim-Tempel(en)(mt)                                                  | Qrendi 35° 49′ 40″ N, 14° 26′ 31″ O                                          | |
| 26          |      | Brochtorff Circle(en)(mt)                                                 | Triq ta’ Qaċċa, Xagħra 36° 2′ 47″ N, 14° 15′ 54″ O                           | |
| 27          |      | Kerċem-Gräber(en)(mt)                                                     | Triq San Girgor, Kerċem 36° 2′ 32″ N, 14° 13′ 42″ O                          | |
| 28          |      | prähistorische Gräber Xemxija(en)(mt)                                     | Triq il-Preistorja, Xemxija 35° 57′ 0″ N, 14° 22′ 54″ O                      | |
| 29          |      | Għar Dalam-Höhle(en)(mt)                                                  | Triq Għar Dalam, Birżebbuġa 35° 50′ 10″ N, 14° 31′ 39″ O                     | |
| 30          |      | Bronzezeitsiedlung Nuffara(en)(mt)                                        | Daħla tan-Nuffara, Xagħra 36° 2′ 31″ N, 14° 16′ 25″ O                        | |
| 31          |      | St. Mary-Turm(en)(mt)                                                     | Triq il-Liberta, Kemmuna 36° 0′ 25″ N, 14° 19′ 47″ O                         | |
| 32          |      | Armier-Turm (Weißer Turm)(en)(mt)                                         | Mellieħa 35° 59′ 44″ N, 14° 21′ 53″ O                                        | |
| 33          |      | St. Agatha-Turm (Roter Turm)(en)(mt)                                      | Triq tad-Dahra, Mellieħa 35° 58′ 29″ N, 14° 20′ 35″ O                        | |
| 34          |      | Qalet Marku-Turm(en)(mt)                                                  | Naxxar 35° 56′ 47″ N, 14° 27′ 12″ O                                          | |
| 35          |      | Maria vom Siege-Kirche(en)(mt)                                            | Triq il-Vittorja, Valletta 35° 53′ 46″ N, 14° 30′ 39″ O                      | |
| 36          |      | Xlendi-Turm(en)(mt)                                                       | Triq Tar-Ras, Xlendi 36° 1′ 39″ N, 14° 12′ 48″ O                             | |
| 37          |      | Mġarr ix-Xini-Turm(en)(mt)                                                | Mġarr ix-Xini, Għajnsielem 36° 1′ 2″ N, 14° 16′ 28″ O                        | |
| 38          |      | San-Blas-Turm(en)(mt)                                                     | Nadur 36° 3′ 20″ N, 14° 18′ 33″ O                                            | |
| 39          |      | St. Anthony-Batterie(en)(mt)                                              | Triq ta’ Vardati, Qala 36° 1′ 58″ N, 14° 20′ 7″ O                            | |
| 40          |      | Dwejra-Turm(en)(mt)                                                       | Triq id-Dwejra, Dwejra 36° 2′ 58″ N, 14° 11′ 32″ O                           | |
| 41          |      | St.-Cecilia-Kapelle(en)(mt)                                               | Triq ta’ Lambert, Għajnsielem 36° 1′ 43″ N, 14° 16′ 26″ O                    | |
| 42          |      | St. Mary-Batterie(en)(mt)                                                 | Kemmuna 36° 0′ 24″ N, 14° 20′ 47″ O                                          | |
| 43          |      | Mamo-Turm(en)(mt)                                                         | Triq Daħla ta’ San Tumas, Marsaskala 35° 51′ 21″ N, 14° 33′ 30″ O            | |
| 44          |      | Għejżu-Höhle(en)(mt)                                                      | Vjal 8 ta’ Settembru, Xagħra 36° 2′ 51″ N, 14° 15′ 58″ O                     | |
| 45          |      | Tempel von Kordin III(en)(mt)                                             | Triq Għajn Dwieli, Paola (Malta) 35° 52′ 38″ N, 14° 30′ 33″ O                | |
| 46          |      | Tempel von Tarxien(en)(mt)                                                | Triq it-Tempji Neolitiċi, Ħal-Tarxien 35° 52′ 9″ N, 14° 30′ 43″ O            | |
| 47          |      | Hypogäum von Ħal-Saflieni(en)(mt)                                         | Triq iċ-Ċimiterju, Paola (Malta) 35° 52′ 11″ N, 14° 30′ 25″ O                | |
| 48          |      | Lascaris War Rooms(en)                                                    | Triq is-Sur ta’ Lascaris, Valletta 35° 53′ 41″ N, 14° 30′ 43″ O              | |
| 49          |      | Couvre Porte(en)                                                          | Triq it-8 ta’ Dicembru, Birgu 35° 53′ 7″ N, 14° 31′ 21″ O                    | |
| 50          |      | Madliena-Turm(en)(mt)                                                     | Triq Pembroke forshore, Pembroke (Malta) 35° 56′ 12″ N, 14° 28′ 23″ O        | |
| 51          |      | Għallis-Turm(en)(mt)                                                      | Triq is-Salini, Naxxar 35° 57′ 12″ N, 14° 26′ 4″ O                           | |
| 52          |      | Msida Bastion(en)                                                         | Furjana 35° 53′ 46″ N, 14° 30′ 8″ O                                          | |
| 53          |      | Tarxien-Bunker(en)(mt)                                                    | 25, Sqaq 1, Pjazza Brittania, Ħal-Tarxien 35° 51′ 53″ N, 14° 30′ 39″ O       | |
| 54          |      | Paola-Bunker(en)(mt)                                                      | Triq Santa Ubaldesca, Paola (Malta) 35° 52′ 19″ N, 14° 30′ 21″ O             | |
| 55          |      | Wignacourt-Turm(en)(mt)                                                   | Triq San Ġeraldu, San Pawl il-Baħar 35° 56′ 59″ N, 14° 24′ 10″ O             | |
| 56          |      | Buġibba-Tempel(en)(mt)                                                    | Dolmen Hotel Grounds, Buġibba 35° 57′ 17″ N, 14° 25′ 5″ O                    | |
| 57          |      | Għajn-Tuffieħa-Turm(en)(mt)                                               | Triq Ta’ Żammitellu, Għajn Tuffieħa 35° 55′ 51″ N, 14° 20′ 36″ O             | |
| 58          |      | Ta’ Lippija-Turm(en)(mt)                                                  | Triq Ta’ Żammitellu, Mġarr 35° 55′ 20″ N, 14° 20′ 46″ O                      | |
| 59          |      | Tempel von Tal-Qadi(en)(mt)                                               | Triq tal-Qagħadi, San Pawl il-Baħar 35° 56′ 12″ N, 14° 25′ 14″ O             | |
| 60          |      | Nadur-Turm(en)(mt)                                                        | Rabat (Malta) 35° 54′ 2″ N, 14° 22′ 16″ O                                    | |
| 145         |      | Statue hl. Petrus und hl. Paulus(en)(mt)                                  | 89, Triq San Anton, H’ Attard                                                | |
| 146         |      | Verkündigungskirche(en)(mt)                                               | Triq il-Kbira, H’ Attard                                                     | |
| 147         |      | Nischenfigur „Unbefleckte Empfängnis“(en)(mt)                             | 16A, Triq il-Kbira, H’ Attard                                                | |
| 148         |      | Pfarrkirche St. Marien(en)(mt)                                            | Misrah il-Knisja, H’ Attard 35° 53′ 24″ N, 14° 26′ 24″ O                     | |
| 149         |      | Nischenfigur „Die Himmelfahrt“(en)(mt)                                    | Triq il-Kbira/Triq il-Mosta, H’ Attard                                       | |
| 150         |      | Nischenfigur „Die Himmelfahrt“(en)(mt)                                    | Triq Santa Anna/Triq San Duminku, H’ Attard                                  | |
| 151         |      | Kapelle hl. Rochus(en)(mt)                                                | Triq Santa Anna, H’ Attard                                                   | |
| 152         |      | Nischenfigur „hl. Dominikus“(en)(mt)                                      | 39, Triq San Duminku, H’ Attard                                              | |
| 153         |      | Nischenfigur „hl. Josef“(en)(mt)                                          | Triq il-Kbira/Triq San Duminku, H’ Attard                                    | |
| 154         |      | Nischenfigur „Our Lady of Graces“(en)(mt)                                 | 12, Triq il-Mithna, H’ Attard                                                | |
| 155         |      | Nischenfigur „Unbefleckte Empfängnis“(en)(mt)                             | 8, Triq Santa Anna, H’ Attard                                                | |
| 156         |      | Nischenfigur „hl. Paulus“(en)(mt)                                         | Triq San Pawl, H’ Attard                                                     | |
| 157         |      | Kapelle hl. Paulus(en)(mt)                                                | Triq San Pawl, H’ Attard                                                     | |
| 158         |      | Erlöserkirche(en)(mt)                                                     | Triq is-Salvatur, H’ Attard                                                  | |
| 159         |      | Nischenfigur „Our Lady of Graces“(en)(mt)                                 | 28, Triq l-Imdina, H’ Attard                                                 | |
| 160         |      | Nischenfigur „hl. Rochus“(en)(mt)                                         | Triq il-Kbira/Triq wied ta’ Hal Balzan, Balzan (Malta)                       | |
| 161         |      | Nischenfigur „hl. Paulus“(en)(mt)                                         | 82, Triq San Frangisk, Balzan (Malta)                                        | |
| 162         |      | Statue hl. Petrus(en)(mt)                                                 | 36, Triq Idmejda, Balzan (Malta)                                             | |
| 163         |      | Statue hl. Paulus(en)(mt)                                                 | 36, Triq Idmejda, Balzan (Malta)                                             | |
| 164         |      | Madonnenstatue(en)(mt)                                                    | 36, Triq Idmejda, Balzan (Malta)                                             | |
| 165         |      | Statue Engel Gabriel(en)(mt)                                              | 36, Triq Idmejda, Balzan (Malta)                                             | |
| 166         |      | Pfarrkirche Mariä Verkündigung(en)(mt)                                    | 36, Triq Idmejda, Balzan (Malta)                                             | |
| 167         |      | Statue hl. Josef(en)(mt)                                                  | Triq Annunzjata/Triq Dun Spir Sammut, Balzan (Malta)                         | |
| 168         |      | Kirche Mariä Verkündigung(en)(mt)                                         | Triq it-Tlett Knejjes, Balzan (Malta)                                        | |
| 169         |      | Kirche zum hl. Rochus(en)(mt)                                             | Triq it-Tlett Knejjes, Balzan (Malta)                                        | |
| 170         |      | Steinkreuz(en)(mt)                                                        | Triq it-Tlett Knejjes, Balzan (Malta)                                        | |
| 171         |      | Kirche zum hl. Anard(en)(mt)                                              | Triq it-Tlett Knejjes, Balzan (Malta)                                        | |
| 172         |      | Nischenfigur „Kruzifix“(en)(mt)                                           | Triq it-Tlett Knejjes, Balzan (Malta)                                        | |
| 173         |      | Nischenfigur „hl. Rochus“(en)(mt)                                         | Triq Santu Rokku/Triq il-Providenza, Balzan (Malta)                          | |
| 174         |      | Nischenfigur „Unbefleckte Empfängnis“(en)(mt)                             | Sqaq No 1, Triq il-Providenza, Balzan (Malta)                                | |
| 175         |      | Nischenfigur „Madonna tar-Rummiena“(en)(mt)                               | 235, Triq il-Providenza/Triq il-Kbira, Balzan (Malta)                        | |
| 176         |      | Nischenfigur „Unsere Liebe Frau der Verlassenen“(en)(mt)                  | Triq San Valentin/Triq Dum Amabile Sisner, Balzan (Malta)                    | |
| 177         |      | Kirche zum guten Hirten(en)(mt)                                           | Triq Idmejda, Balzan (Malta)                                                 | |
| 178         |      | Nischenfigur „Madonna von Lourdes“(en)(mt)                                | 207, Triq il-Kbira, Balzan (Malta)                                           | |
| 179         |      | Statue hl. Maria(en)(mt)                                                  | Triq il-Kbira, Balzan (Malta)                                                | |
| 180         |      | Kirche hl. Maria(en)(mt)                                                  | Triq il-Kbira, Balzan (Malta)                                                | |
| 181         |      | Nischenfigur „Unbefleckte Empfängnis“(en)(mt)                             | Triq il-Kbira, Balzan (Malta)                                                | |
| 182         |      | Nischenfigur „Franz von Paola“(en)(mt)                                    | Triq il-Barriera/Triq Dingarju, Balzan (Malta)                               | |
| 183         |      | Steinkreuz(en)(mt)                                                        | Triq tal-Imriehel, Balzan (Malta)                                            | |
| 184         |      | Relief Madonna mit dem Jesuskind(en)(mt)                                  | 162, Triq il-Kbira, Balzan (Malta)                                           | |
| 185         |      | Kirche Madonna mit dem Jesuskind(en)(mt)                                  | 162, Triq il-Kbira, Balzan (Malta)                                           | |
| 186         |      | Statue „hl. Rochus“(en)(mt)                                               | Triq Misrah il-Barrieri / 4 ta’ Settembru 1918, Santa Venera                 | |
| 187         |      | Statue hl. Paulus(en)(mt)                                                 | 23, Triq l-Imsida, Santa Venera                                              | |
| 188         |      | Nischenfigur „hl. Josef“(en)(mt)                                          | Triq il-Kbira San Guzepp / Triq San Pawl, Santa Venera                       | |
| 189         |      | Nischenfigur „hl. Paulus“(en)(mt)                                         | 7-8, Triq San Pawl, Santa Venera                                             | |
| 190         |      | Relief Unsere Liebe Frau vom Berge Karmel(en)(mt)                         | Triq Braille, Santa Venera                                                   | |
| 191         |      | Nischenfigur „Unsere Liebe Frau vom Berge Karmel“(en)(mt)                 | Misrah Santa Venera, Santa Venera                                            | |
| 192         |      | Nischenfigur „Unbefleckte Empfängnis“(en)(mt)                             | Triq il-Kanun, Santa Venera                                                  | |
| 193         |      | Statue Christus der Erlöser(en)(mt)                                       | Triq il-Kanun, Santa Venera                                                  | |
| 194         |      | Statue Unsere Liebe Frau vom Berge Karmel(en)(mt)                         | Triq il-Kbira San Guzepp / Kardinal Sciberras, Santa Venera                  | |
| 195         |      | Statue Heiligstes Herz Jesu(en)(mt)                                       | Triq il-Kbira San Guzepp / Triq il-Qalb Mqaddsa, Santa Venera                | |
| 196         |      | Nischenfigur „hl. Georg“(en)(mt)                                          | Triq Brighella / Triq San Gorg, Santa Venera                                 | |
| 197         |      | Nischenfigur „hl Josef“(en)(mt)                                           | 11, Triq San Gorg, Santa Venera                                              | |
| 198         |      | Pfarrkirche Santa Venera(en)(mt)                                          | Triq il-Parocca, Santa Venera                                                | |
| 199         |      | Alte Kirche von Santa Venera(en)(mt)                                      | Misrah Santa Venera, Santa Venera                                            | |
| 235         |      | Basilika St. Helena(en)(mt)                                               | Pjazza Sant'Elena, Birkirkara 35° 54′ 0″ N, 14° 27′ 55″ O                    | |
| 508         |      | Pfarrkirche St. Publius(en)(mt)                                           | Misrah San Publiju, Floriana 35° 53′ 33″ N, 14° 30′ 17″ O                    | |
| 535         |      | Basilika Unserer Lieben Frau vom sicheren Hafen und St. Dominikus(en)(mt) | Triq San Duminku, Valletta 35° 53′ 54″ N, 14° 30′ 46″ O                      | |
| 556         |      | Karmelitenkirche(en)(mt)                                                  | Convent of the Madonna of Mount Carmel, Valletta 35° 54′ 1″ N, 14° 30′ 44″ O | |
| 567         |      | Franziskuskirche(en)(mt)                                                  | Triq Ir-Republika, Valletta 35° 53′ 50″ N, 14° 30′ 39″ O                     | |
| 569         |      | Katharinenkirche(en)(mt)                                                  | Misrah il-Vittorja, Valletta 35° 54′ 0″ N, 14° 30′ 36″ O                     | |
| 577         |      | Jesuitenkirche(en)(mt)                                                    | Triq Merkanti, Valletta 35° 53′ 54″ N, 14° 30′ 55″ O                         | |
| 640         |      | Basilika Christkönig(en)(mt)                                              | Pjazza Antoine de Paule, Paola (Malta) 35° 52′ 18″ N, 14° 30′ 30″ O          | |
| 643         |      | St.-Ubaldesca-Kirche(en)(mt)                                              | Triq Sant’ Ubaldeska, Paola (Malta) 35° 52′ 19″ N, 14° 30′ 21″ O             | |
| 651         |      | Sankt-Barbara-Kirche und Kirche der Kapuzinerbrüder(en)(mt)               | Triq Santu Rokku, Kalkara 35° 53′ 9″ N, 14° 32′ 0″ O                         | |
| 717         |      | Bischofspalast(en)(mt)                                                    | Triq il-Palazz ta' L-Isqof, Vittoriosa 35° 53′ 15″ N, 14° 31′ 24″ O          | |
| 898         |      | Basilika San Ġorġ(en)(mt)                                                 | Pjazza San Ġorġ, Victoria (Malta) 36° 2′ 38″ N, 14° 14′ 21″ O                | |
| 942         |      | Heiliges Herz Jesu(en)(mt)                                                | 196, Triq tal-Ghajn, Fontana (Malta) 36° 2′ 21″ N, 14° 14′ 12″ O             | |
| 982         |      | Basilika Mariä Heimsuchung(en)(mt)                                        | Pjazza Zjara tal-Madonna, Għarb 36° 3′ 37″ N, 14° 12′ 32″ O                  | |
| 991         |      | Pfarrkirche Christus der Erlöser(en)(mt)                                  | Pjazza S-Salvatur, Għasri 36° 3′ 32″ N, 14° 13′ 35″ O                        | |
| 1004        |      | Basilika St. Peter und Paul(en)(mt)                                       | Pjazza San Pietu u San Pawl, Nadur 36° 2′ 16″ N, 14° 17′ 40″ O               | |
| 1035        |      | St.-Joseph-Kirche(en)(mt)                                                 | Pjazza San Guzepp, Qala 36° 2′ 7″ N, 14° 18′ 42″ O                           | |
| 1107        |      | Basilika der Geburt der Jungfrau Maria(en)(mt)                            | Pjazza Vittorja, Xagħra 36° 3′ 1″ N, 14° 15′ 54″ O                           | |
| 1131        |      | Palazzo Parisio(en)                                                       | Triq il-Merkanti, Valletta 35° 54′ 14″ N, 14° 26′ 53″ O                      | Palast aus den 1740er Jahren, der im Besitz einiger einflussreicher maltesischer Familien war und 1798 Napoleon Bonaparte beherbergte. Heute Sitz des maltesischen Außenministeriums. |
| 1132        |      | Castellania(en)(mt)                                                       | Triq il-Merkanti, Valletta 35° 53′ 55″ N, 14° 30′ 45″ O                      | |
| 1134        |      | Großmeisterpalast(en)(mt)                                                 | Triq ir-Repubblika, Valletta 35° 53′ 55″ N, 14° 30′ 51″ O                    | |
| 1143        |      | Tritonenbrunnen(en)(mt)                                                   | Putirjal, Valletta 35° 53′ 44″ N, 14° 30′ 30″ O                              | |
| 1147        |      | Argotti Botanic Gardens(en)(mt)                                           | Triq Vincenzo Bugeja, Floriana 35° 53′ 33″ N, 14° 30′ 8″ O                   | |
| 1152        |      | San Anton Palace(en)(mt)                                                  | Triq Sant Anton, Attard 35° 53′ 47″ N, 14° 26′ 49″ O                         | Präsidentenpalast der Republik Malta |
| 1157        |      | Palast des Inquisitors(en)(mt)                                            | Triq il-Mina l-Kbira, Vittoriosa 35° 53′ 14″ N, 14° 31′ 22″ O                | |
| 1189        |      | Palazzo Vilhena(en)(mt)                                                   | Misrah San Publiju, Mdina 35° 53′ 5″ N, 14° 24′ 14″ O                        | |
| 1193        |      | Falson-Palast(en)(mt)                                                     | Triq Villegaignon / Triq is-Salvatur, Mdina 35° 53′ 13″ N, 14° 24′ 11″ O     | |
| 1203        |      | Royal Navy Hospital Mtarfa(en)(mt)                                        | Triq l-Imtarfa, Mtarfa 35° 53′ 23″ N, 14° 23′ 44″ O                          | |
| 1218        |      | Dragonara Palace(en)(mt)                                                  | Triq Id-Dragonara, San Ġiljan 35° 55′ 35″ N, 14° 29′ 41″ O                   | |
| 1245        |      | Villa Buleben(en)(mt)                                                     | Triq il-Madonna, Żebbuġ 35° 52′ 9″ N, 14° 26′ 24″ O                          | |
| 1307        |      | Verkündigungskapelle von Ħal-Millieri(en)(mt)                             | Ħal-Millieri, Żurrieq 35° 50′ 21″ N, 14° 28′ 16″ O                           | |
| 1308        |      | Kapelle Johannes des Evangelisten in Ħal-Millieri(en)(mt)                 | Ħal-Millieri, Żurrieq 35° 50′ 13″ N, 14° 28′ 20″ O                           | |
| 1315        |      | Fort Manoel(en)(mt)                                                       | Manoel Island, Gżira 35° 54′ 10″ N, 14° 30′ 19″ O                            | |
| 1345        |      | Fort Tigné(en)(mt)                                                        | Fort Tigne, Tigne Point, Sliema 35° 54′ 23″ N, 14° 30′ 48″ O                 | |
| 1361        |      | Fort Chambray(en)(mt)                                                     | Fort Chambrai, Għajnsielem 36° 1′ 15″ N, 14° 17′ 36″ O                       | |
| 1377        |      | St Thomas Tower(en)                                                       | Triq Dawret it-Torri, Marsaskala 35° 51′ 40″ N, 14° 34′ 22″ O                | |
| 1379        |      | Qawra Tower(en)                                                           | San Pawl il-Baħar 35° 57′ 33″ N, 14° 25′ 28″ O                               | |
| 1382        |      | St George’s Tower(en)(mt)                                                 | San Ġiljan 35° 55′ 44″ N, 14° 29′ 27″ O                                      | |
| 1383        |      | St. Julian’s Tower(en)(mt)                                                | Tower Road, Sliema 35° 55′ 4″ N, 14° 29′ 57″ O                               | |
| 1384        |      | Triq il-Wiesgħa Tower(en)(mt)                                             | Triq il-Wiesgħa, Żabbar 35° 52′ 41″ N, 14° 33′ 51″ O                         | |
| 1386        |      | Wardija Tower(en)(mt)                                                     | Bubaqra, Żurrieq 35° 49′ 10″ N, 14° 28′ 24″ O                                | |
| 1387        |      | Ħamrija Tower(en)(mt)                                                     | Triq Congreve, Qrendi 35° 49′ 28″ N, 14° 26′ 24″ O                           | |
| 1388        |      | Wied Iż-Żurrieq Tower(en)(mt)                                             | Triq Congreve, Wied iz-Zurrieq, Qrendi 35° 49′ 10″ N, 14° 27′ 13″ O          | |
| 1397        |      | Mistra-Batterie(en)(mt)                                                   | Mistra Bay, Mellieħa 35° 57′ 30″ N, 14° 23′ 42″ O                            | |
| 1417        |      | Qolla-l-Bajda-Batterie(en)(mt)                                            | l-Qolla l-Bajda, Marsalforn, Żebbuġ (Gozo) 36° 4′ 47″ N, 14° 15′ 5″ O        | |
| 1425        |      | Falca Lines(en)(mt)                                                       | Xifer il-Kief, Mġarr 35° 54′ 45″ N, 14° 24′ 2″ O                             | |
| 1429        |      | Qrendi Tower(en)(mt)                                                      | Triq it-Torri, Qrendi 35° 50′ 11″ N, 14° 27′ 29″ O                           | |
| 1430        |      | Gauci Tower(en)(mt)                                                       | Triq San Pawl, Naxxar 35° 55′ 11″ N, 14° 26′ 33″ O                           | |
| 1431        |      | Captain’s Tower(en)(mt)                                                   | Misrah San Pawl, Naxxar 35° 55′ 14″ N, 14° 26′ 33″ O                         | |
| 1443        |      | Santa Cecilia Tower(en)(mt)                                               | Triq l-Imgarr, Għajnsielem 36° 1′ 45″ N, 14° 16′ 26″ O                       | |
| 1479        |      | Fort St. Angelo(en)(mt)                                                   | Fort St Angelo, Birgu 35° 53′ 31″ N, 14° 31′ 6″ O                            | |
| 1526        |      | Sta. Margherita Lines(en)(mt)                                             | Bormla 35° 52′ 44″ N, 14° 31′ 23″ O                                          | |
| 1544        |      | Cottonera Lines(en)(mt)                                                   | Cottonera, Birgu 35° 52′ 37″ N, 14° 31′ 19″ O                                | |
| 1617        |      | Floriana Lines(en)(mt)                                                    | Floriana 35° 53′ 26″ N, 14° 30′ 8″ O                                         | |
| 1655        |      | Fort Ricasoli(en)(mt)                                                     | Fort Ricasoli, Kalkara 35° 53′ 48″ N, 14° 31′ 38″ O                          | |
| 1686        |      | Fort St. Elmo(en)(mt)                                                     | Fort St Elmo, Valletta 35° 54′ 7″ N, 14° 31′ 7″ O                            | |
| 1806        |      | Santa Marija ta’ Bir Miftuħ(en)(mt)                                       | Triq Santa Marija, Gudja 35° 51′ 6″ N, 14° 29′ 51″ O                         | |
| 2077        |      | Our Lady of Graces(en)(mt)                                                | Triq is-Santwarju, Żabbar 35° 52′ 30″ N, 14° 32′ 2″ O                        | |
| 2201        |      | St. Peter in Ketten(en)(mt)                                               | Triq San Pietru, Mdina 35° 53′ 12″ N, 14° 24′ 9″ O                           | |
| 2208        |      | St.-Rochus-Kapelle(en)(mt)                                                | Triq il-Kbira, Żebbuġ 35° 52′ 22″ N, 14° 26′ 45″ O                           | |
| 2366        |      | Kollegiatkirche St. Paul (Rabat)(en)(mt)                                  | Misrah il-Parrocca, Rabat (Malta) 35° 52′ 55″ N, 14° 23′ 57″ O               | |